# Nová alija
Nová alija (hebrejsky: עלייה חדשה, Alija chadaša, doslova „nový výstup“ ve smyslu imigrace) byla liberální politická strana v britské mandátní Palestině, založena roku 1942 rakouskými a německými imigranty, kteří do mandátní Palestiny přišli během páté alije.

## Historie
Ve čtvrtém Shromáždění reprezentantů, zvoleném roku 1944, strana zastávala osmnáct mandátů (z celkového počtu 171), což z ní tvořilo třetí nejsilnější stranu, hned po Mapaji a Levicové frontě. Strana vydávala vlastní časopis s názvem Amudim (doslova „Strany“).
V květnu 1948 se předseda strany Pinchas Rosen stal za Novou aliju členem izraelské prozatímní vlády. Koncem téhož roku se strana sloučila s několika dalšími liberálními stranami, včetně politické větve Ha-Oved ha-cijoni, a vytvořila Progresivní stranu.